# Parque nacional Hwange
El Parque Nacional Hwange (antes conocido como Wankie) es la reserva más grande de Zimbabue. El parque se ubica en el sureste del país, en la ruta principal entre Bulawayo y las cataratas Victoria.
Fue fundado en 1928 por un guardabosques de 22 años, Ted Davidson. Él era amigo del inglés James Jones, el jefe de la estación  de trenes de Ferrocarriles Rodesianos en la aldea Dete, cercana al campamento principal de Hwange. Jones conseguía provisiones para el parque.
El parque nacional Hwange cubre aproximadamente 14 600 kilómetros cuadrados. Se encuentra en las cercanías de los límites del desierto del Kalahari, una región con poca agua y vegetación semiárida.

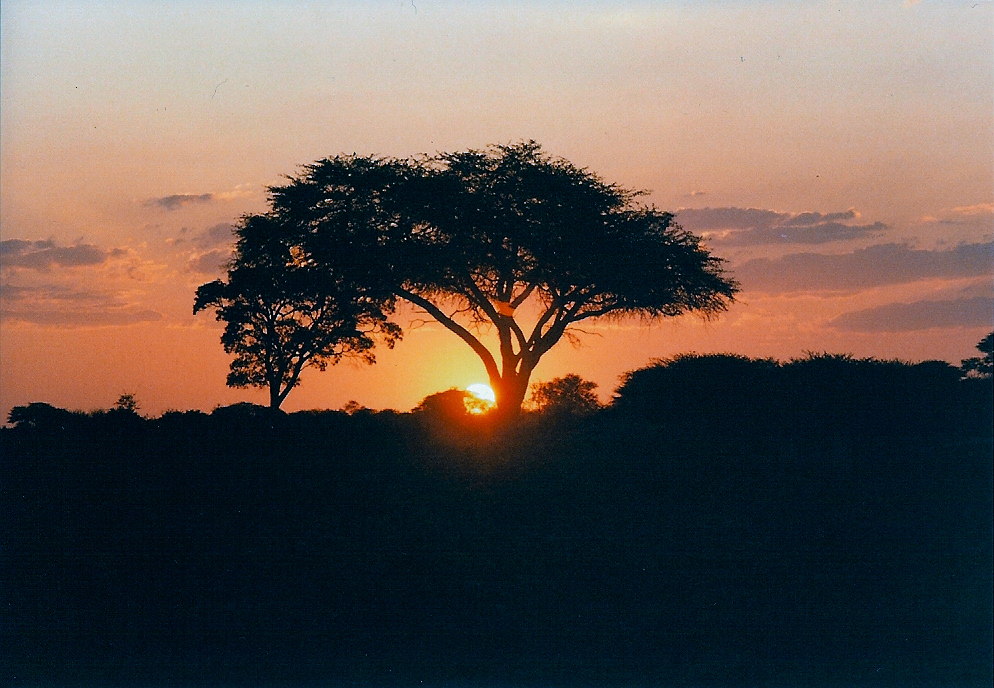
Atardecer en Hwange.

El parque aloja a 105 especies de mamíferos, incluyendo 19 herbívoros grandes y ocho carnívoros grandes. Todos las especies protegidas de Zimbabue pueden ser encontradas en Hwange, y es la única área protegida donde hay antílopes africanos y hienas marrones en números razonables. Se cree que la población de perros salvajes africanos de Hwange es, hoy en día, uno de los grupos más extensos de África.
Los elefantes han tenido un éxito enorme en Hwange, y la población superó ampliamente lo que el área puede mantener. Últimamente ha habido varios años consecutivos de sequía, por lo que la población de elefantes ha puesto bajo mucha presión a los recursos del parque.